# Quarterly Journal of Economics
Das Quarterly Journal of Economics (QJE) ist eine wirtschaftswissenschaftliche Fachzeitschrift. Sie wird von der Harvard-Universität herausgegeben und erscheint im Verlag Oxford University Press (bis 2010 bei MIT Press). Das QJE ist die älteste englischsprachige Fachzeitschrift der Wirtschaftswissenschaften und deckt das gesamte Gebiet ab von Mikrotheorie bis hin zu empirischer und theoretischer Makroökonomik. Es gilt als eine der angesehensten Fachzeitschriften dieser Disziplin.

## Wichtige Aufsätze
Einige der einflussreichsten und meistzitierten Aufsätze wurden im QJE veröffentlicht, darunter:
- John Bates Clark: Distribution as Determined by a Law of Rent. Band 5 (1891), S. 289–318.
- Robert M. Solow: A Contribution to the Theory of Economic Growth. Band 70 (1956), S. 65–94.
- George A. Akerlof: The Market for Lemons. Quality Uncertainty and the Market Mechanism. Band 84 (1970), S. 488–500.
- Michael Spence: Job Market Signaling. Band 87 (1973), S. 355–374.
- Michael Rothschild, Joseph E. Stiglitz: Equilibrium in Competitive Insurance Markets. The economics of markets with imperfect information. Band 90 (1976), S. 629–649.
- Robert J. Barro und Gary Becker: A Reformulation of the Economic Theory of Fertility. Band 103 (1980), S. 1–25.
- N. Gregory Mankiw, David Romer und David N. Weil: A Contribution to the Empirics of Economic Growth. Band 107 (1992), S. 407–437.
- David Laibson: Golden Eggs and Hyperbolic Discounting. Band 112 (1997), S. 443–477.
- Ernst Fehr und Klaus M. Schmidt: A Theory of Fairness, Competition, and Cooperation. Band 114 (1999), S. 817–868.
- Richard Clarida, Jordi Galí und Mark Gertler: Monetary Policy Rules And Macroeconomic Stability. Evidence And Some Theory. Band 115 (2000), S. 147–180.
- Daron Acemoğlu, Simon Johnson und James A. Robinson: Reversal of Fortune: Geography and Institutions in the Making of the Modern World Income Distribution. Band 117 (2002), S. 1231–1294.[3]

## Rezeption
Eine Studie der französischen Ökonomen Pierre-Phillippe Combes und Laurent Linnemer listet das Journal mit Rang 1 in die Kategorie AAA ein.